# Wishbone Ash
Wishbone Ash — британская рок-группа, образованная бас-гитаристом Мартином Тёрнером, гитаристом Гленом Тёрнером и барабанщиком Стивом Аптоном в 1969 году в Девоне, Англия, и исполняющая классический, построенный на жёстких блюзовых структурах хард-рок, делая акцент на импровизациях, характерных для прогрессивного рока.

## История группы
История Wishbone Ash началась в июле 1966 года, когда братья Мартин и Глен Тёрнеры на встрече в кафе со Стивом Аптоном договорились об организации группы. Через некоторое время было образовано трио Empty Vessels; оно сменило название на Tanglewood и перебралось из Девона в Лондон. Дела у них складывались не лучшим образом, и группа уже была на грани распада. Однако на одном из выступлении в лондонском Country Club, когда Tanglewood играли на разогреве у бывшего вокалиста Yardbirds Кита Рэлфа, они очень понравились начинающему промоутеру Майлзу Коупленду. Этот 25-летний американец (Майлз родился в Лондоне в семье сотрудника ЦРУ, но вместе с младшим братом Стюартом — будущим основателем трио The Police — вырос на Ближнем Востоке, где работал их отец), недавно приехавший из Бейрута со степенью магистра экономики, уже имел опыт организации концертов (правда, всего одного). Лондонская рок-сцена конца 1960-х, по сути, стала для него открытием, а привлекшие его Tanglewood имели настоящий английский саунд, поэтому он и взял музыкантов под свою опеку, предоставил им место для репетиций и стал менеджером группы.
Вскоре гитарист Глен Тёрнер ушёл из группы и вернулся в Девон, поэтому Майлзу Коупленду пришлось дать рекламу в различные издания для поисков нового гитариста, а также клавишника. Среди пришедших на прослушивание музыкантов, были и два молодых гитариста: Энди Пауэлл, уже успевший поиграть в различных соул- и блюзовых коллективах близ Лондона и Тед Тёрнер, который до этого играл с группами из Бирмингема. И тот и другой играли настолько здорово, что было решено взять не одного, а обоих. В итоге вместо планировавшихся гитариста и клавишника в квартете оказалось аж два лидер-гитариста.
Примерно и в это же время у команды появилось и новое название — Wishbone Ash (его сложил Мартин Тёрнер, взяв части из составленного музыкантами списка предполагаемых названий; получившееся словосочетание можно перевести как «прах птичьей вилочки» — эту раздвоенную косточку, присущую скелету птиц, используют в своих ритуалах любители гаданий). У всех участников группы чувствовалось влияние разных музыкальных стилей: Энди Пауэлл очень любил соул и ритм-н-блюз и слушал всё от Fairport Convention до The Who, на Теда Тёрнера большое влияние оказал Би Би Кинг и другие блюзмены, а ритм-секция тяготела к тому, что затем стали обозначать как прогрессивный рок, и одновременно с этим к Led Zeppelin. В результате сочетания разнообразных музыкальных элементов и сложилось уникальное звучание Wishbone Ash с парой соло-гитар на переднем плане (среди других двухгитарных рок-пионеров можно отметить американцев The Allman Brothers Band и Lynyrd Skynyrd — последние стали затем использовать даже 3 лидер-гитаристов).

### Семидесятые
Первым значительным событием для группы стало выступление на разогреве у легендарной английской команды Deep Purple. Во время саундчека Энди Пауэлл осмелел и поджемовал вместе с Ричи Блэкмором, тот (как позже выяснилось) был поражён его игрой, но ушёл со сцены, так ничего и не сказав. Однако вскоре выяснилось, что именно благодаря замолвенному гитаристом Deep Purple словечку фирма Decca заключила контракт с Wishbone Ash и продюсером группы стал Дерек Лоуренс.

#### Первый альбом
Первым синглом Wishbone Ash в 1971 году стал гитарно-фортепианный бугги «Blind Eye», номер из их дебютного самоозаглавленного альбома 1970 года. Эта в целом выдержанная в хард-роковом ключе пластинка (UK #29, US -) представила идеальную работу пары соло-гитаристов, включая композицию (со 2-й стороны оригинального винила) «Handy» на 11 с половиной минут и наиболее здесь заметную финальную «Phoenix» на 10 с половиной (участники группы были очень удивлены, когда впервые услышали ставшую одной из самых известных песен у южных рокеров Lynyrd Skynyrd «Free Bird» 1973 года, которая уж больно была схожа с ходами «Phoenix»).

#### Последовавший взлёт
В 1971 году выходит второй альбом Pilgrimage (UK #14, US #174), а в 1972 Argus (UK #3, US #82), который журнал Melody Maker назвал «лучшим британским альбомом года», а Sounds — «рок-альбомом года» в анкетах своих читателей. Фамилии Пауэлла и Тёрнера (Тед по приглашению Джона Леннона записался на его диске Imagine 1971 года), начали появляться в списках лучших британских гитаристов того времени, в 1989 году журнал Traffic назвал их «двумя из 10 важнейших гитаристов в рок-истории», а Тед Тёрнер попал в «Двадцать лучших гитаристов всех времён» по мнению журнала Rolling Stone.
В 1973 году группа выпустила альбом Wishbone Four, который представил коммерчески измененный в сторону более мягкого, мелодичного звука материал, чем его предшественники (UK #12, US #44 — наивысшее достижение Ash в США), также вышел первый концертник Live Dates (UK -, US #82). Но после этого Тед уходит из группы, чтобы сочинять и играть музыку без контрактных обязательств, и на его место пришёл Лори Уайзфилд, который до этого играл вместе с Элом Стюартом и в отличие от своего предшественника тяготел больше к кантри и фолку, чем к блюзу. В 1974 группа из-за высоких налогов в Англии перебирается в США, где под руководством Билла Шимчика (известным по работе с The Eagles и Джо Уолшем) была записана пятая пластинка коллектива There's The Rub (UK #16, US #88). В 1976 году вышли два альбома; но если Locked In (UK #36, US #136) двинул квартет дальше на территорию американского софт-рока (в сценических выступлениях группа стала использовать клавишника), то «New England» (UK #22, US #154) ознаменовал возвращение группы к её привычному стилю. Диск Front Page News (UK #31, US -) был последней записью в США того периода, представляя собой микс из рок-номеров и мелодичных вещей, но на No Smoke Without Fire (UK #43, US -) музыканты вновь обратились к своим хард-роковым истокам.

### Восьмидесятые
В 1980 году были записаны студийный Just Testing (UK #41, US #179) и вторая концертная пластинка Live Dates II (UK #40, US -). В этот же момент из группы уходит один из основателей группы басист-вокалист Мартин Тёрнер — его не устроило, что лейбл MCA Records стал настаивать по коммерческим причинам, чтобы в группу был взят отдельный солист, а Мартин оставался только на басу. Его заменяет тоже талантливый басист-вокалист Джон Уэттон, что уже успел поработать в King Crimson, Family, Uriah Heep, Roxy Music, а также в супергруппе UK. Однако Уэттон поучаствовал только в сессиях альбома Number The Brave (UK #61, US -) и ушёл для старта супергруппы Asia, и на отмеченным влиянием новой волны британского хэви-метала следующем диске Twin Barrels Burning (UK #22, US -) его сменил Тревор Болдер, ранее игравший с Дэвидом Боуи и в Uriah Heep.
Правда, на более «металлическом», но впервые не попавшем в британские чарты альбоме Raw To The Bone (US -) Боулдера уже не было (он вернулся в Uriah Heep), его сменил Мервин Спенс из Trapeze. В 1986 году судьба вновь свела Ash с Майлзом Коуплендом, который к этому времени был уже состоявшимся бизнесменом и ему принадлежал лейбл I.R.S. Records. Он задумал серию экспериментальных дисков и искал для этого какую-нибудь именитую группу — ему удалось привлечь к этому Ash, причем, в их оригинальном составе, и они записали 2 альбома: целиком инструментальный Nouveau Calls (в чарты, как и все последующие альбомы, не вошедший) и Here To Hear уже с полноценным вокалом. Гастроли 1988 года были чрезвычайно успешны, впервые после 1970-х группа играла перед большими аудиториями. В 1987 году с концертами посетили СССР, отыграв концерт в Ленинграде.

### Девяностые и настоящее время
Реюнион группы продлился всего три года, и в 1990 году из группы (и из музыкального бизнеса вообще) неожиданно уходит Стив Аптон, а в 1991 году и Мартин Тёрнер (с 2004 Мартин стал выступать с собственным составом под вывеской Martin Turner’s Wishbone Ash). Новыми участниками коллектива становятся ударник Рэй Уэстон и басист Энди Пайл. После концертника The Ash Live In Chicago в 1993 году уходит и Тед Тёрнер. В результате из классического состава остаётся только гитарист Энди Пауэлл и он вскоре решает полностью обновить состав.
Группа отправляется в европейское турне и записывает альбом Illuminations — на тот момент среди участников группы были Роджер Филгейт, Тони Кишман и Майк Стерджис. Состав команды продолжал меняться, и на этом фоне Энди Пауэлл выпускает под вывеской Ash и на инди-лейбле Invisible Hand Music пару альбомов электронной танцевальной музыки с наложенными известными гитарными рифами Ash: Trance Visionary (#38 в британских чартах танцевальных записей) и Physic Terrorism (участники оригинального квартета были удивлены, не найдя своих имен среди авторов композиций — в аннотациях к дискам были указаны только Энди Пауэлл и продюсер Майк Беннетт). Акустический альбом «Bare Bones» 1999 года состоял из версий известных вещей Ash и нового материала. Состав менялся и дальше, и с весны 2007-го помимо Энди Пауэлла в Ash входят: Боб Скит (бас-гитара), Джо Крэбтри (ударные) и Йирки «Мадди» Маннинен (гитара). В 2007-м Wishbone Ash посетили Россию с концертами.

## Дискография
- Wishbone Ash (1970)
- Pilgrimage (1971)
- Argus (1972)
- Wishbone Four (1973)
- Live Dates (1973)
- There's The Rub (1974)
- Locked In (1976)
- New England (1976)
- Front Pages News (1977)
- No Smoke Without Fire (1978)
- Just Testing (1980)
- Live Dates Vol. 2 (1980)
- Number The Brave (1981)
- Twin Barrels Burning (1982)
- Raw To The Bone (1985)
- Nouveau Calls (1987)
- Here To Hear (1989)
- Strange Affair (1991)
- The Ash Live In Chicago (1992)
- Live In Geneva (1995)
- Illuminations (1996)
- Bare Bones (1999)
- Live Dates 3 (2001)
- Bona Fide (2002)
- Clan Destiny (2006)
- Power Of Eternity (2007)
- Elegant Stealth (2011)
- Blue Horizon (2014)
- Coat of Arms (2020)